# مولی قریم
مولی قریم (زاده ۳۱ مارس ۱۹۸۴) یک شخصیت تلویزیونی آمریکایی و مجری برنامه First Take از شبکه ای‌اس‌پی‌ان است. او قبلاً مجری برنامه صبحگاهی شبکه NFL , و NFL Fantasy Live بود.
قریم در چشر (کنتیکت) با مادری کاتولیک و پدری مسلمان بزرگ شد. او قبل از حضور در دانشگاه کانکتیکات از دبیرستان چشایر فارغ‌التحصیل شد. او مدرک کارشناسی ارشد خود را از دانشگاه کوئینیپیاک در رشته روزنامه‌نگاری پخش دریافت کرد.
در ۱۳ آوریل ۲۰۱۸، قریم اعلام کرد که به اندومتریوز شدید مبتلا شده‌است. قریم در ۲۰ ژوئیه ۲۰۱۸ با جیلن رز بازیکن سابق NBA ازدواج کرد. در دسامبر ۲۰۲۱ اعلام شد که رز پس از حدود یک سال جدایی از قریم درخواست طلاق داده‌است.